# Трегль, Вацлав
Вацлав Трегль (чеш. Václav Trégl; 10 декабря 1902, Бела-под-Бездезем, Австро-Венгрия — 11 февраля 1979, Прага, ЧССР — чехословацкий актёр театра, кино и телевидения, комик, кукловод. Заслуженный художник ЧССР (1962).

## Биография
Родился в семье мастера-каменщика. В пятнадцатилетнем возрасте начал играть в студенческом театральном кружке. В 1920—1924 годах учился на драматическом факультете Пражской консерватории, а после его окончания начал играть на различных сценах авангардного театра, с 1929 по 1935 год работал в «Освобождённом театре» (Osvobozené Divad), затем до 1942 года — в Театре В. Буриана (Divadlo Vlasty Buriana). После Второй мировой войны играл в разных театрах.
С 1933 по 1977 год снялся в более, чем в 150 фильмах, более 20 телеспектаклях, играл в телесериалах (в том числе «Тридцать случаев майора Земана», «Пан Тау», «Призрак оперетты» и др)..

## Избранная фильмография
- Порошок и бензин (1931)
- Ревизор (1933) — слуга Хлестакова
- Рабочие, поехали (1934)
- Здесь, в Кокуркове (1934) — Парикмахер
- Не злите дедушку (1934) — слуга
- Последний муж (1934)
- Маленький питомец (1934)
- Одиннадцатая заповедь (1935) — сапожник Бартоломей Пека
- Да здравствует покойник (1935) — Бальтазар Соучек, слуга Сука
- Солдат (1936)
- Отец Войтех (1936)
- Андула выиграл (1937) — камергер Вацлав
- Крест у ручья (1937) — трактирщик
- Девушка за окном (1937)
- Юрист Вера (1937)
- Гильдия Кутногорских дев (1938) — палач
- Духачек это исправит (1938) — Ян Рабас
- Школа — основа жизни (1938) — Кодюсек, профессор математики
- Он стоял у кассы… (1939) —  пациент Матиаш Ключек
- Барон Прашил (1940) — лесничий Паточка
- Артур и Леонтина (1940)
- 13-й участок (1946) — художник в баре
- Пекарь императора — Император пекарей (1951) — слуга императора
- Музыка с Марса (1955) организатор
- Бравый солдат Швейк (1957) — невинный заключённый
- Отправление 13:30 (1957) — дремлющий пассажир
- Швейк на фронте (1957)
- Тайна острова Бэк-Кап (1958) — эпизод
- Звезда едет на юг (1958) — таможенник
- Барон Мюнхгаузен (1961) — матрос
- Люди из фургонов (1966)
- Похищенный дирижабль (1966) — главный редактор газеты «Светозор»
- Маречек, подайте мне ручку! (1976) — отец Плха